# Tram van Kleef
De Straßenbahn Kleve was tussen 1911 en 1962 een normaalsporig trambedrijf in de Duitse stad Kleef.

## Geschiedenis
De stad Kleef had een trambedrijf tussen 1 oktober 1911 en 31 maart 1962 en dit verbond Kleef met Nijmegen en de Kleinbahn Wesel-Rees-Emmerik. De Kleinbahn kon via een veerverbinding over de Rijn worden bereikt. De tram werd als een GmbH geëxploiteerd als volle dochter van de Rheinische (RWEAG) was. In 1936 ging het eigendom over naar de Rheinisch-Westfälische Straßen- und Kleinbahnen (RWSK). In 1909 verwierf de RWE de concessie om in de toenmalige Landkreise Geldern, Kempen, Kleef, Moers en Rees trambedrijven te bouwen en te exploiteren. Het eerste deel – de verbinding tussen Kleef en het veer aan de Rijn – werd op 1 oktober 1911 geopend. RWE zorgde tegelijkertijd voor de aanleg van elektriciteit voor de huizen en industrieën die langs de tramlijn gelegen waren.
Op 1 december 1912 werd een lijn geopend tussen Kleef en de Nederlandse grens. Deze lijn liep in Kleef door de Minoritenstraße, de Kavarinerstraße en de Tiergartenstraße en via de dorpen Donsbrüggen, Nütterden, Kranenburg, Frasselt en Wyler werden Beek en Berg en Dal aan de rijksgrens met Nederland bereikt. Passagiers konden op de Nijmeegse tramlijn 2 overstappen. De sporen werden niet met elkaar verbonden, wat overigens door de Nijmeegse spoorwijdte van 1067 mm (Kaapspoor) niet mogelijk was. Deze lijn, die 30,5 km lang was, kende tussen 6.00 uur in de ochtend en 15.30 uur in de middag een frequentie van eens per 40 minuten, tussen 15.30 en 20.00 uur eens per 20 minuten en daarna tot 22.00 uur eens per 60 minuten. De reistijd van het traject bedroeg 91 minuten.

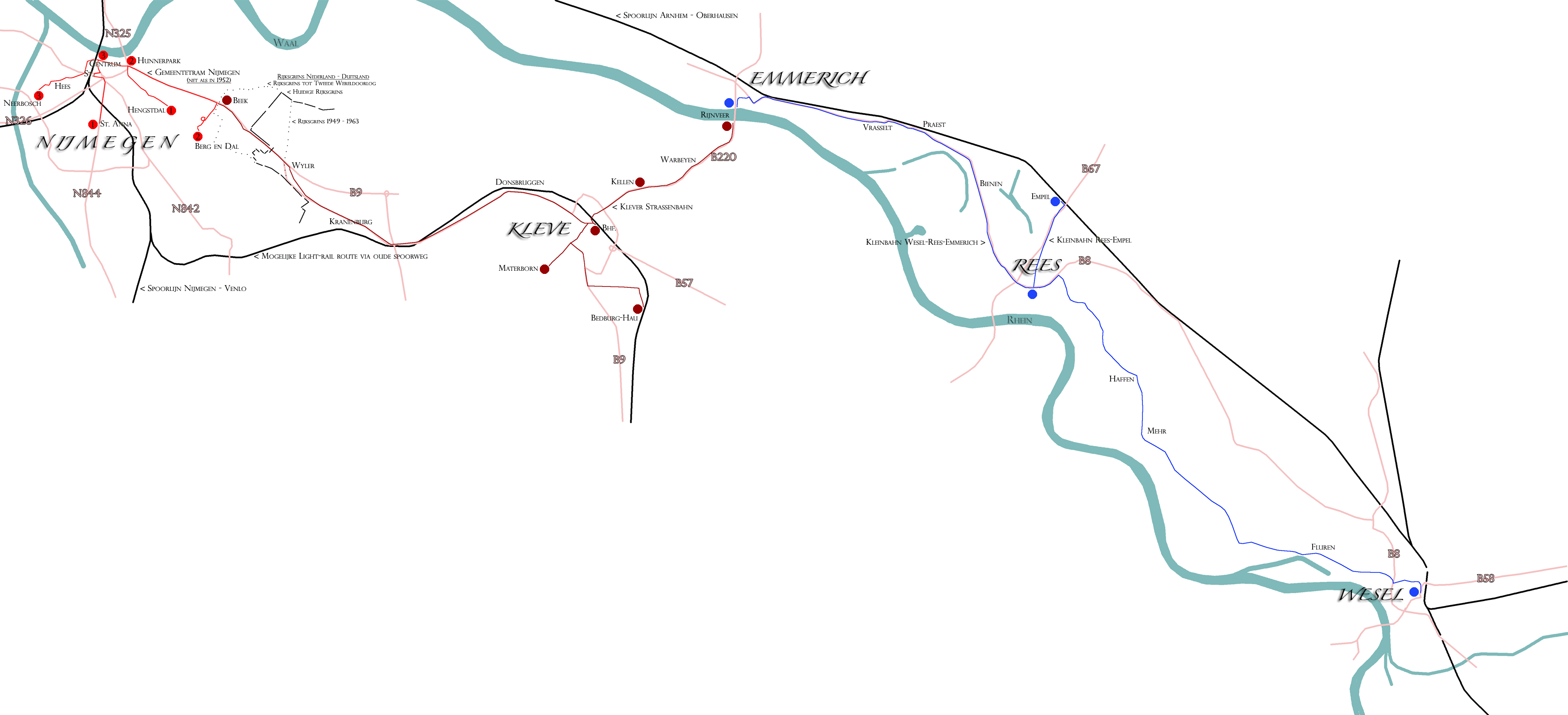
Het tram- en Kleinbahn-net tussen Nijmegen en Wesel en centraal Kleef, 1949

Na de Eerste Wereldoorlog werd het trambedrijf op 15 augustus 1920 uitgebreid met een traject naar de Weißen Tor. Op 9 november 1920 volgde een verlenging tot het station van de Deutsche Reichsbahn van Bedburg-Hau. Op dat moment was de lijnlengte gestegen tot 31,6 kilometer en per jaar werden ongeveer 1,4 miljoen passagiers vervoerd. Tijdens de Tweede Wereldoorlog werd het trambedrijf zwaar beschadigd. Pas op 17 oktober 1946 kon na grote inspanningen de tram weer in gebruik worden genomen. In 1949 werd de Duivelsberg bij Beek Nederlands grondgebied en moest de Kleefse tram haar eindpunt naar Wyler terugtrekken. Begin 1950 werd nog een lijn aangelegd naar Materborn. Op 29 juli 1950 omvatte het trambedrijf 3 lijnen (die overigens niet genummerd waren):
| Traject                        | Reistijd | Freq.      | Lijnlengte |
| ------------------------------ | -------- | ---------- | ---------- |
| Kleve Bahnhof–Wyler            | 43 min.  | 90 min.    | 14,1 km    |
| Emmerich–Kleve Bahnhof–Bedburg | 48 min.  | 60 min.    | 14,5 km    |
| Kellen–Materborn               | 23 min.  | 60/30 min. | 04,8 km    |

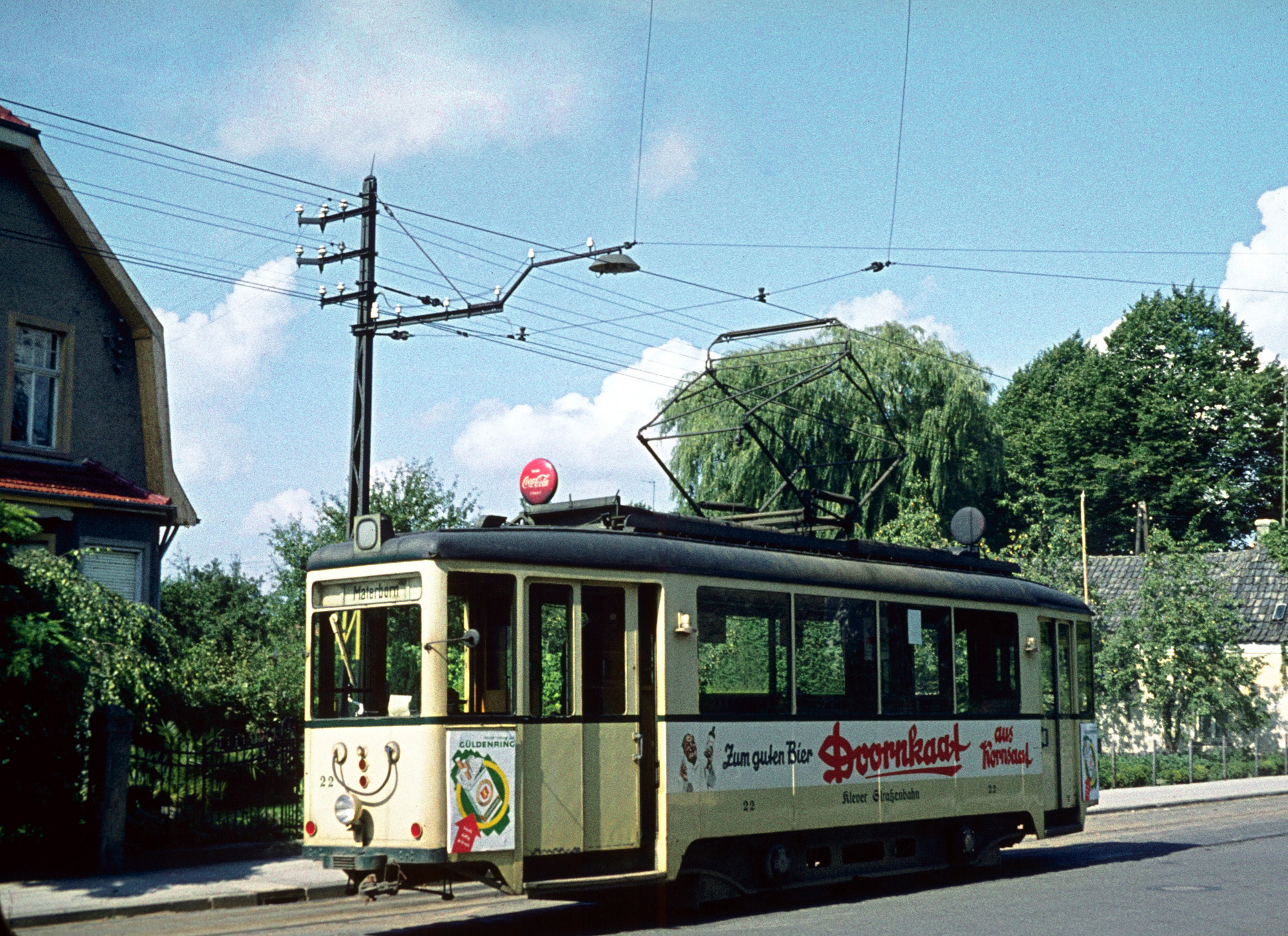
Aufbauwagen nr. 22, bij het eindpunt Kellen voor een rit naar Materborn; circa 1961.

Vanaf 1952 reed er tussen Nijmegen en Kleef regelmatig een bus en nadat in 1955 de Nijmeegse tram was opgeheven, reed de buslijn de rechtstreeks route tussen beide steden. De neergang van het trambedrijf volgde vanaf die tijd. Financiële middelen voor een rationeler wagenpark waren er niet dus men bleef met het oorspronkelijke tweeassige materieel rijden aangevuld met enkele 'Kriegsstrassenbahnwagen' (KSW-wagen) en 'Aufbauwagen'.
Op 24 januari 1960 werd het lijngedeelte tussen Wyler en Kleef opgeheven en op 17 oktober van dat jaar het gedeelte tussen Kellen en de veerpont aan de Rijn. De laatste lijn tussen Kellen via Kleef en Materborn naar Bedburg-Hau werd op 31 maart 1962 opgeheven. Buslijnen van de Kreis Moerser Verkehrs und Versorgungsbetrieben namen de exploitatie over. Het materieel bestond uit tweeassige motorwagens met de nummers 1-20 en tweeassige bijwagens met de nummers 31-42. Na de Tweede Wereldoorlog verwierf het bedrijf zogenaamde 'Aufbauwagen', motorwagens 21-23 en bijwagens 34-36, zogenaamde 'Kriegsstrassenbahnwagen'. Na de opheffing van het trambedrijf werden deze motorwagens aan Duisburg overgedaan; de bijwagens vonden emplooi bij de Kleinbahn Wesel – Rees – Emmerich.
Zie ook: Kleinbahn Wesel-Rees-Emmerich.

## Toekomst(muziek)
Er zijn plannen om de spoorlijn Nijmegen – Kleef te reactiveren als lightrailverbinding naar Kleef en verder. Er wordt zelfs gesproken van een verbinding met Airport Weeze (het voormalige vliegveld Niederrhein). In Groesbeek en Ubbergen is verzet tegen reactivering. Men vreest voor de teloorgang van het busvervoer in de regio, als de lijn wordt gereactiveerd. De CDA-fractie van de gemeente Groesbeek vreest voor geluidsoverlast, als er behalve lightrail ook goederentreinen gaan rijden. Elk gemeente streeft zijn eigen belangen na: Nijmegen dat economisch aansluiting zoekt met het Ruhrgebied, tegenover Groesbeek dat plannen heeft voor woningbouw en recreatie rond het spoortracé.
Op 2 februari 2005 werd door de gemeenteraad van Nijmegen een motie aangenomen ("Blij dat ik rij met de trein naar Kleef"), waarbij gevraagd wordt om de reactivering van de lijn naar Kleef en Düsseldorf te onderzoeken. Het Nijmeegse College van burgemeester en wethouders heeft dit onderzoek uit laten voeren, waaruit naar voren kwam dat vooral in Duitsland onvoldoende draagvlak bestaat voor reactivering. Er is door de Stadsregio Arnhem Nijmegen (KAN) besloten om de reactivering van de spoorlijn te verplaatsen naar de planning voor 2020, prioriteit wordt gegeven aan het aanpakken van verkeersknelpunten binnen de eigen regio. Daarnaast is besloten dat de Stadsregio in 2007 een onderzoek zal uitvoeren naar de condities waaronder een reactivering van de lijn als verbinding voor personenvervoer mogelijk is.